# Руэль, Гийом Франсуа
Гийом Франсуа Руэль (фр. Guillaume François Rouelle; 15 сентября 1703, Матьё — 3 августа 1770, Париж) — французский химик и аптекарь. В 1754 году ввёл в химию понятие основание — как вещество при вступлении в реакцию с кислотой образующее такую твёрдую форму как соль.
Член Парижской академии наук (1744; adjoint chimiste).
Будучи ещё весьма молодым человеком, почувствовал влечение к химии и сначала производил опыты в мастерской одного котельщика, а затем занимался химией у аптекаря в Париже, изучая в то же время ботанику и естественную историю. Впоследствии Руэль стал аптекарем и открыл чтения по химии, имевшие успех. В 1742 году был назначен профессором химии в парижском Ботаническом саду (Jardin des Plantes). Работы Руэля, имевшие большое значение в истории развития химии, касались нейтральных солей, кристаллизации морской соли, воспламенения терпентинного масла азотной кислотой, способа бальзамирования у древних египтян, кислых солей и др. По поручению военного министерства, Руэль производил исследование нового способа изготовления и очищения селитры. Начатый Руэлем «Полный курс химии» (Cours complet de chimie) остался незаконченным.
В числе его учеников Пьер-Луи Атена.